# Najat Vallaud-Belkacem

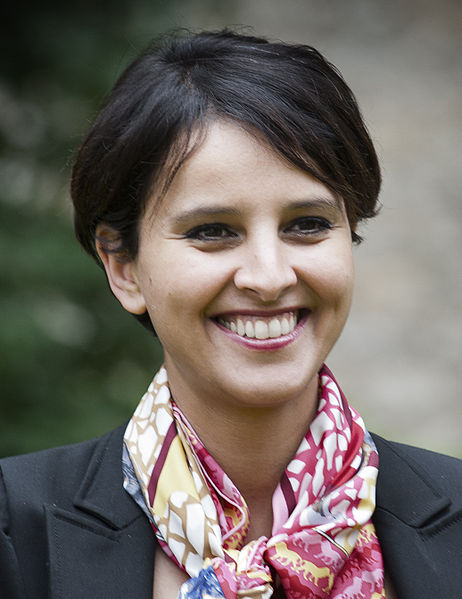
Najat Vallaud-Belkacem (2012)

Najat Vallaud-Belkacem (* 4. Oktober 1977 in Beni Chiker, Marokko) ist eine französische Politikerin der Parti Socialiste (PS). Von August 2014 bis Mai 2017 war sie Ministerin für nationale Erziehung, höhere Bildung und Forschung. Zuvor war sie ab Mai 2012 Ministerin für Frauenrechte und Regierungssprecherin und ab 2. April 2014 Ministerin für Frauenrechte, Stadt, Jugend und Sport.

## Leben

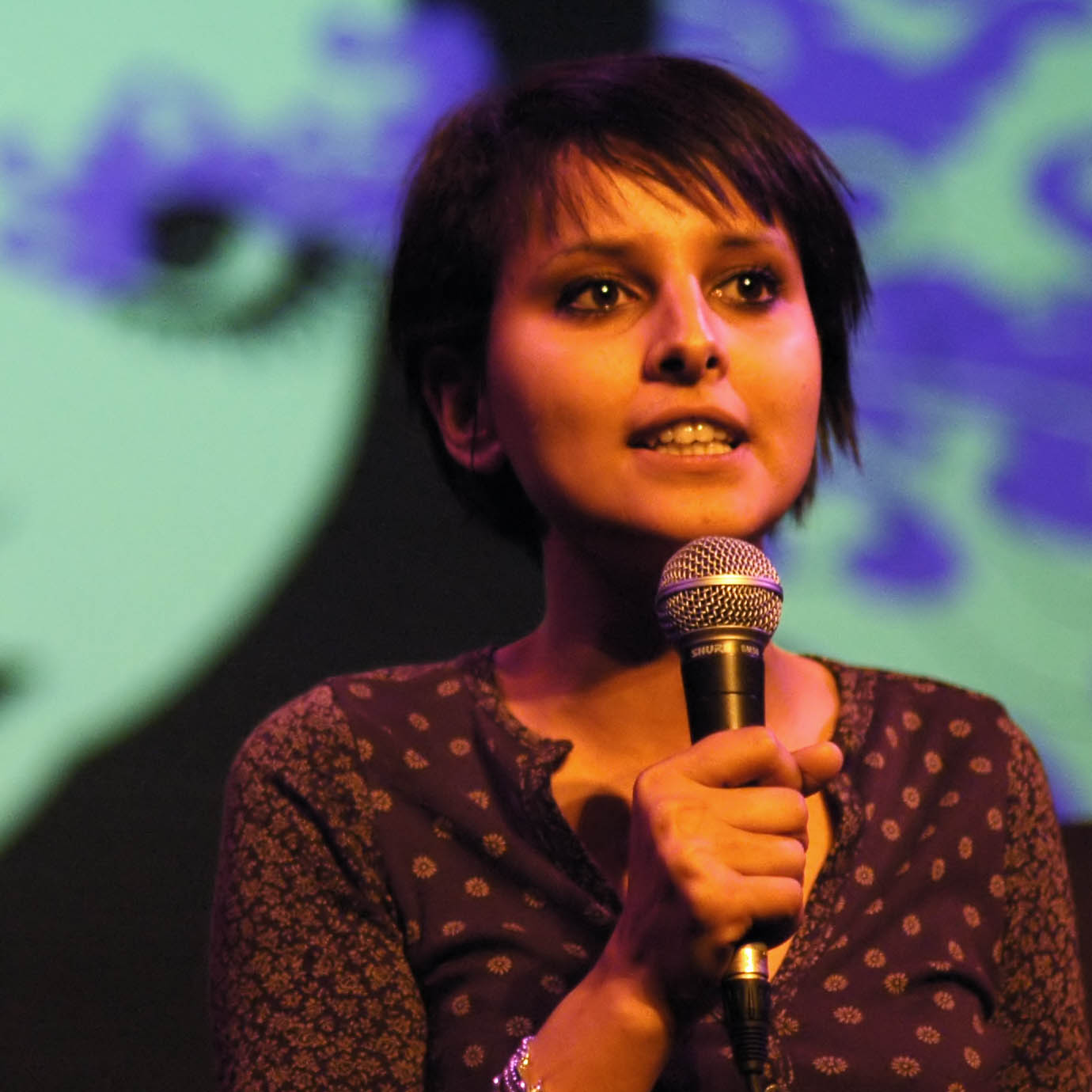
Najat Vallaud-Belkacem (2007)

Najat Vallaud-Belkacem wanderte 1982 gemeinsam mit ihrer Schwester und ihrer Mutter zu ihrem marokkanischen Vater, einem Bauarbeiter, nach Frankreich ein. Sie studierte nach dem Schulbesuch Öffentliches Recht und schloss dieses Studium mit einem Lizenziat ab. Ein postgraduales Studium am Institut d’études politiques de Paris beendete sie mit einem Diplom.
Sie war von 2000 bis 2002 als Rechtsanwältin in einer beim Conseil d’État zugelassenen Anwaltskanzlei in Paris beschäftigt und danach Parlamentarische Assistentin von Béatrice Marre, die von 1997 bis 2002 (11. Legislatur) als Abgeordnete in der Nationalversammlung für den Wahlkreis Oise 2 war.
2003 wechselte sie in das Büro von Senator Gérard Collomb, der zugleich Bürgermeister von Lyon ist, und war dort bis 2008 als Referentin für Basisdemokratie, Kampf gegen Diskriminierung, Förderung der Bürgerrechte, Beschäftigung und Wohnbauförderung zuständig.
2004 wurde sie als Kandidatin der PS zum Mitglied des Regionalrates der Region Rhône-Alpes gewählt und blieb dies bis 2008. Damit begann ihre politische Karriere.
2005 wurde sie auch Mitglied des Nationalrates und 2008 Mitglied des bureau national, des obersten Führungsgremiums der Parti Socialiste.
2008 wurde sie Vize-Bürgermeisterin von Lyon und vertrat als solche bis 2012 Bürgermeister Gérard Collomb bei Großveranstaltungen, Vereinen und bei der Jugend.
Im März 2008 wurde sie zum Mitglied des Generalrates des Département Rhône gewählt; die Amtszeit betrug sechs Jahre.  2008 bis 2013 war sie auch Mitglied des Rates der Communauté urbaine de Lyon.  2010 übernahm sie zudem eine Professur am Institut d’études politiques de Paris und lehrte dort bis 2012.
Vallaud-Belkacem war 2011/12 Wahlkampfsprecherin von François Hollande. Nach Hollandes Wahl zum Staatspräsidenten und nach der Ernennung von Jean-Marc Ayrault zum Premierminister wurde sie am 17. Mai 2012 zur Ministerin für Frauenrechte sowie zur Regierungssprecherin in dessen Kabinett berufen. Sie blieb auch bei der Regierungsneubildung nach der Parlamentswahl 2012 in dieser Funktion im Kabinett Ayrault II. Sie war die bis dahin jüngste Ministerin während der Präsidentschaft Hollandes. Bei der Bildung des Kabinetts Valls I im April 2014 wurde ihr Aufgabenbereich um Städte, Jugend und Sport erweitert; die Funktion des Regierungssprechers ging an Stéphane Le Foll. Im Kabinett Valls II ab Ende August 2014 übernahm sie das Ministerium für Bildung, Hochschulen und Forschung; sie war damit die erste Frau in Frankreich in diesem Amt. Sie behielt diese Funktion auch im Kabinett Cazeneuve. Dessen Amtszeit endete am 15. Mai 2017; im Kabinett Philippe (unter dem neuen Staatspräsidenten Emmanuel Macron) gibt es einen Minister für Bildung und eine Ministerin für Hochschulbildung, Forschung und Innovation.
Vallaud-Belkacem kandidierte bei der Wahl zur Nationalversammlung im Juni 2017 in Villeurbanne für ein Abgeordnetenmandat.
Sie erhielt in der ersten Runde am 11. Juni 2017 16,54 % der abgegebenen Stimmen; der Kandidat der REM erhielt 36,69 %. Sie verlor die Stichwahl.
Sie ist verheiratet mit Boris Vallaud.

## Politische Positionen
Vallaud-Belkacem setzt sich maßgeblich für strengere Gesetze gegen die Prostitution ein. Insbesondere betrieb sie als zuständige Ministerin ein Gesetz zur Bestrafung der Freier von Prostituierten.
Im Juni 2012 erklärte sie die Haltung der französischen Regierung zur Prostitution.

« La question n'est pas de savoir si nous voulons abolir la prostitution — la réponse est oui — mais de nous donner les moyens de le faire »

„Es geht nicht um die Frage, ob wir die Prostitution abschaffen wollen — die Antwort hierzu ist ja — sondern darum, uns die Mittel zu geben, dies zu ermöglichen“

Ihre zum Jahresbeginn 2016 geplante Schulreform, u. a. die Reform des Fremdsprachenunterrichts, wurde von Eltern, Lehrern und französischen Intellektuellen scharf kritisiert. Vallaud-Belkacem setzt sich dabei dafür ein, die Mittelstufe zu einem „Hort der Gleichheit“ zu machen, im Rahmen dieser Politik sollen unter anderem auch der Latein- und Altgriechisch-Unterricht sowie intensive Deutsch- und Englischklassen den Vorrang verlieren, da dieser Unterricht zu elitär und eher für Wohlhabende sei.
In den Grundschulen sollte zugleich unter der Bezeichnung „Das ABC der Gleichberechtigung“ biologische Geschlechterunterschiede in Frage gestellt werden. Allgemein setzt sie sich für ein Aufweichen traditioneller Vorstellungen in der Familienpolitik ein. So forderte sie unter anderem, eine spezielle Steuerbegünstigung für Familien mit Kindern abzuschaffen oder die sexuelle Orientierung von historischen Persönlichkeiten in Schulbüchern hervorzuheben, denn die „Schulbücher verschweigen bei historischen Persönlichkeiten, ob sie lesbisch, schwul, bi oder trans waren. Das muss sich ändern.“ Durch diese politischen Konzepte geriet sie bei konservativen Politikern und Medien in die Kritik, so titulierte die Zeitschrift „Valeurs actuelles“ sie als „Umerziehungsministerin“, und für Hervé Mariton stellt sie gar ein „rosa Khmer“ (siehe Rote Khmer) dar.
Erklärtes Ziel der Reform war es, sich „dem deutschen System anzupassen“.

## Veröffentlichungen
- Pluralité visible et égalités des opportunités, 2010
- Réagissez ! Répondre au FN de A à Z, 2011
- Raison de plus, 2012
- Le mémorandum de Najat Vallaud-Belkacem à son successeur (Mai 2017, online)